# 夏威夷大學88英吋望遠鏡
夏威夷大學88英吋望遠鏡（University of Hawaiʻi 88-inch telescope），也簡稱為UH88或UH2.2，是毛納基山天文台一部分，由夏威夷大學天文研究所管理。夏威夷大學88英吋望遠鏡於1968年建成，1970年投入使用，當時被稱為「毛納基山天文台」。夏威夷大學88英吋望遠鏡成為第一批由電腦控制的專業望遠鏡之一 。
夏威夷大學88英吋望遠鏡由美國國家航空暨太空總署出資建造，用於支援太陽系任務，由夏威夷大學管理。這款望遠鏡的成功有助於證明莫納克亞山對於天文觀測的價值。
1984年12月4日，夏威夷大學88英吋望遠鏡成為第一台使用孔徑掩模干涉術對天體進行光學閉合相位測量的望遠鏡。
2011年6月，夏威夷大學88英吋望遠鏡及其氣象站遭雷擊，許多系統受損，望遠鏡無法運作 。2011年8月，望遠鏡已修復完成。天文台的一些系統在受損時已有41年歷史，必須採取逆向工程才能修復。